# نملاوية (نبات)
النملاوية (الاسم العلمي: Myrmecodia) هي جنس من النباتات يتبع الفصيلة الفوية من رتبة الجنطيانيات.

## أنواع نبات النملاوية
- نملاوية جناحية
- نملاوية درنية
- نملاوية شواكة
- نملاوية ضيقة الأوراق
- نملاوية طولى
- نملاوية طويلة الأوراق
- نملاوية كثيرة الأشواك
- نملاوية متناقضة
- نملاوية مستطيلة